# Macromia margarita
Macromia margarita је инсект из реда Odonata и фамилије Macromiidae. 

## Угроженост
Ова врста је на нижем степену опасности од изумирања, и сматра се скоро угроженим таксоном.

## Распрострањење
Сједињене Америчке Државе су једино познато природно станиште врсте.

## Популациони тренд
Популациони тренд је за ову врсту непознат.

## Станиште
Станишта врсте су шуме, планине, речни екосистеми и слатководна подручја.